# Penwith
Penwith (korniska: Pennwydh) var ett distrikt i enhetskommunen Cornwall i Cornwall. Distriktet har 63 012 invånare (2001).

## Civil parishes
- Gwinear-Gwithian, Hayle, Ludgvan, Madron, Marazion, Morvah, Paul, Penzance, Perranuthnoe, Sancreed, Sennen, St. Buryan, St. Erth, St. Hilary, St. Ives, St. Just, St. Levan, St. Michael's Mount, Towednack och Zennor.[2]